# Winterowce
Winterowce (Winterales A.C. Sm. ex Reveal) – rząd roślin wyróżniony w niektórych systemach klasyfikacyjnych okrytonasiennych. Włączano do niego rodzinę winterowatych Winteraceae z około 90 gatunkami drzew i krzewów rosnącymi w górskich lasach tropikalnych.

## Systematyka
System Takhtajana (1997)
Do rzędu należy jedna rodzina: winterowate Winteraceae R. Br. ex Lindl., nom. cons. 1830
System Reveala (1999)
Do rzędu należy jedna rodzina: winterowate Winteraceae R. Br. ex Lindl., nom. cons. 1830
Inne systemy
W systemach APG rząd nie jest wyróżniany, a rodzina winterowatych Winteraceae wspólnie z kanellowatymi Cannellaceae włączone zostały w rząd kanellowców Cannellales.
W systemie Cronquista z 1981 rząd także nie był wyróżniany. Rodzina winterowatych Winteraceae wraz z wieloma innymi zaliczona została do rzędu magnoliowców Magnoliales.